# مسطيف (طائرة مسيرة)
مسطيف  أو تديران مصطيف (بالإنجليزية: Tadiran Mastiff)‏ هي طائرة بدون طيار استطلاعية، أُنتجت في إسرائيل. من صناعة شركة إلزرا. كان أول طيران لها في 1973. دخلت الخدمة في 1973.